# Ханс ван Брекелен
Ханс ван Брекелен (хол. Hans van Breukelen; 4. октобар 1956) бивши је холандски фудбалер, играо је на позицији голмана. 

## Клупска каријера

### Утрехт
Фудбалску каријеру је започео у родном Утрехту, играо је за истоимени клуб. Убрзо је постао трећи голман клуба иза Благоја Истатова и Јана Стромберга. Дана 20. марта 1977, дебитовао је на мечу против Спарте, коју је Утрехт изгубио резултатом 3:0 у гостима. Касније је постао први голман екипе у наредних четири године. У сезони 1980/81. Утрехт је заузео треће место на табели (највиша позиција до сада), а годину дана касније, његов тим је стигао до финала Купа Холандије. Од 1982. Утрехт се суочио са банкротом и био је спреман да прода Ван Брекелена како би се финансијски опоравио. У почетку није било назнака да ће доћи до трансфера и одиграо је два меча у сезони 1982/83. Али у септембру је на крају потписао за енглески Нотингем Форест. Укупно је за клуб одиграо 142 утакмице у Ередивизији.

### Нотингем Форест
У Нотингем Форесту је био прва опција на голу. Најбоље године овог енглеског клуба биле су 1979. и 1980, када је Форест два пута заредом освајао Куп европских шампиона, али након 1980. резултати су им били нешто лошији. Нотингем Форест је 1984. године завршио на трећем месту у лиги (иза Ливерпула и Саутемптона) и стигао до полуфинала Купа УЕФА, где су изгубили од белгијског Андерлехта. Много касније се испоставило да је управа Андерлехта подмитила судију (око 27 хиљада фунти стерлинга), услед чега је на реванш утакмици направио пар грешака на рачун Британаца и није им признао чист гол. Ипак, полуфинале Купа УЕФА остао је најбољи резултат за Нотингем Форест у овом такмичењу.

### ПСВ Ајндховен
После две сезоне, напустио је Енглеску и прешао у холандски ПСВ Ајндховен, где је играо наредних 10 година све до краја каријере. Године 1986, ПСВ је први пут после 8 година освојио холандско првенство, док је укупно Ван Брекелен са ПСВ-ом освојио 6 титула првака Холандије. Два пута заредом ПСВ је успео да освоји дуплу круну, првенство и куп у једној сезони (1987/88 и 1988/89). У сезони 1987/88. ПСВ је успео не само да освоји дуплу круну у Холандији, већ и да освоји титулу првака Европе. У првом колу су победили турски Галатасарај са 3:2 (3:0 код куће и 0:2 у гостима). У другом колу ПСВ је два пута победио бечки Рапид са 4:1 (2:1 у гостима и 2:0 код куће). У четвртфиналу су избацили француски Бордо голом у гостима (1:1 у гостима и 0:0 код куће). У полуфиналу су на исти начин прошли и Реал Мадрид (1:1 у гостима и 0:0 код куће). Коначно, у финалу у Штутгарту, ПСВ је играо 0:0 у регуларном делу и продужетку са португалском Бенфиком, а у извођењу пенала холандски клуб је био бољи 6:5 (једини пенал промашио је португалски дефанзивац Антонио Велосо).
Финале Купа шампиона одиграно је 25. маја 1988. године, а само месец дана касније, Ван Брекелен је овој победи додао титулу европског првака са националном селекцијом, а попут финала Купа шампиона одржано је и Европско првенство на немачком тлу. Тако је 1988. била његова најуспешнија сезона по броју освојених трофеја.
Четири пута је проглашаван за најбољег голмана холандског првенства (1987, 1988, 1991, 1992).
Завршио је играчку каријеру 1994. године у 37. години.

## Репрезентативна каријера
За репрезентацију Холандије је дебитовао 11. октобра 1980. године против селекције Западне Немачке (1:1). Пре тога, био је у саставу тима на Европском првенству 1980, али је тамо био резервни голман и није одиграо ниједну утакмицу (први голман био је Пит Схрејверс).
Након што се Схрејверс повукао из националног тима 1984. године, Ван Брекелен је постао главни голман националног тима, годинама је био стандардан на голу Холандије.
Репрезентација Холандије није успела да се пласира на Светско првенство 1986. године: у квалификационој групи Холанђани су заузели друго место, испред њих су били Мађари. Касније су их у додатним утакмицама за одлазак на првенство избацили Белгијанци.
Године 1988, на Европском првенству у Западној Немачкој, холандска репрезентација је по први пут у својој историји постала европски првак, а Ван Бреклен је одиграо свих 5 мечева на првенству (4 победе и 1 пораз). У финалу које је одиграно у Минхену са тимом СССР-а (2:0), одбранио је пенал Игору Беланову у 73. минуту.
На Светском првенству у Италији 1990. године, Холандија је прошла групу, упркос чињеници да су све 3 утакмице играли нерешено. У осмини финала Холанђани су изгубили од Западне Немачке (1:2), која је касније постала светски првак. Овај турнир било је његово једино светско првенство у каријери.
Последњи меч за репрезентацију одиграо је у полуфиналу Европског првенства 1992. године, где су Холанђани изгубили од будућих шампиона Данаца након извођења пенала (Марко ван Бастен je промашио пенал, док су Данци постигли свих пет).
Укупно је за национални тим одиграо 73 утакмице. Док је бранио за државни тим, Холанђани су остварили 35 победа, ремизирали су 19 пута и изгубили 19 мечева.

## Успеси

### Клуб
ПСВ
- Ередивизија: 1985/86, 1986/87, 1987/88, 1988/89, 1990/91, 1991/92.
- Куп Холандије: 1987/88, 1988/89, 1989/90.
- Суперкуп Холандије: 1992.
- Куп шампиона: 1987/88.

### Репрезентација
Холандија
- Европско првенство: 1988.

### Индивидуалне
- Најбољи холандски голман (4): 1987, 1988, 1991, 1992.
- Најбољи тим Европског првенства: 1988.[15]
- ИФФХС најбољи голман: Сребрна лопта 1988.[16]
- ИФФХС најбољи голман: Бронзана лопта 1992.[17]